# جون روجرز (كاتب)
جون روجرز (بالإنجليزية: John Rogers)‏ هو منتج أفلام وكاتب سيناريو أمريكي، ولد في القرن العشرين في ورسستر في الولايات المتحدة.

## وصلات خارجية
- جون روجرز على موقع IMDb (الإنجليزية)
- جون روجرز على موقع ألو سيني (الفرنسية)
- جون روجرز على موقع أول موفي (الإنجليزية)
- جون روجرز على موقع قاعدة بيانات الأفلام السويدية (السويدية)
- جون روجرز على موقع قاعدة بيانات الأفلام السويدية (السويدية)
- جون روجرز على موقع قاعدة بيانات الفيلم (الإنجليزية)
- جون روجرز على موقع كينوبويسك (الروسية)